# Rhizoplatys maintyi
Rhizoplatys maintyi är en skalbaggsart som beskrevs av Leon Fairmaire 1898. Rhizoplatys maintyi ingår i släktet Rhizoplatys och familjen Dynastidae. Inga underarter finns listade i Catalogue of Life.